# Martin Amerhauser
Martin Amerhauser (Salisburgo, 23 luglio 1974) è un allenatore di calcio ed ex calciatore austriaco, centrocampista.

## Carriera

### Giocatore

#### Club
La carriera di Amerhauser nelle prime squadre inizia nel 1993 con il Salisburgo, 19 presenze e 3 reti. In quella stagione i salisburhesi arrivano alla finale di Coppa UEFA, dove vengono sconfitti dall'Inter e Amerhauser disputa sia la finale di andata che quella di ritorno.
Nella stagione 1994-1995 Amerhauser gioca solo 4 gare di campionato poi si infortuna e il Salisburgo lo cede al Grazer AK dove denota una ripresa capacità fisica con 26 presenze e 3 reti.
Torna nel 1997 a Salisburgo e disputa tre campionati di fila con i viola facendo segnare 31, 34 e 18 presenze con 3, 4 e 0 reti.
Fa il suo ritorno a Graz nel 1999, per tornare a giocare nel Grazer AK. Si ritira nel 2008.

### Allenatore

#### Club
Il 1º luglio 2009 diviene vice-allenatore del Grazer AK. Il 24 gennaio 2010 lascia il suo ruolo.
Il 19 dicembre 2010 diviene l'allenatore del SC Weiz.

### Nazionale
Con la Nazionale austriaca gioca 12 partite realizzando 3 gol e disputa i Mondiali 1998 in Francia.

## Palmarès
- Campionato austriaco: 3

Austria Salisburgo: 1993-1994, 1996-1997
Grazer AK: 2003-2004
- Coppa d'Austria: 3

Grazer AK: 1999-2000, 2001-2002, 2003-2004